# Geodia cydonium
Geodia cydonium är en svampdjursart som först beskrevs av Linnaeus 1767. Geodia cydonium ingår i släktet Geodia och familjen Geodiidae.